# Kreditmultiplikator
Kreditmultiplikatoren er forholdet mellem pengebasen (summen af den samlede mængde kontanter i omløb og de private forretningsbankers indeståender i centralbanken) og pengemængden (summen af kontanter og private borgeres og virksomheders indeståender på konti i forretningsbankerne). Den er det centrale element i kreditmultiplikatormodellen, en teoretisk økonomisk model, der forsøger at forklare, hvad der bestemmer pengemængdens størrelse.

## Definition
Selvom detaljerne i definitionen af kreditmultiplikatoren kan variere, benyttes ofte en formel som den følgende:
{\displaystyle m=M/B=(C+D)/(D+R)=(C/D+1)/(C/D+R/D)=(cr+1)/(cr+rr),}
hvor m er kreditmultiplikatoren, B er pengebasen, M er pengemængden, C er mængden af kontanter i omløb, D er værdien af de samlede indskud i bankerne, R er værdien af forretningsbankernes samlede indeståender på konti i centralbanken, cr (kaldet seddelbrøken) er forholdet mellem C og D, og rr (reservebrøken, også kaldet kassereservebrøk eller blot kassebrøk) er forholdet mellem R og D. I et reservebrøkbanksystem (som er det banksystem, alle vestlige lande i dag har), vil reservebrøken være mindre end én og kreditmultiplikatoren derfor større end én.
I kreditmultiplikatormodellen er den centrale antagelse, at seddelbrøken og reservebrøken er stabile over tid og dermed (tilnærmelsesvis) konstante. Dermed er også kreditmultiplikatoren konstant over tid. Det betyder, at centralbanken ved at forøge eller formindske pengebasen dermed også direkte kan kontrollere pengemængden, da denne ved en konstant kreditmultiplikator altid vil ændre sig proportionalt med pengebasen. Da centralbanken har monopol på at fremstille kontanter og samtidig kan styre forretningsbankernes reserver via reservekrav (påbud om minimumsreserver for forretningsbankerne), er konklusionen i kreditmultiplikatormodellen, at centralbankerne i praksis kontrollerer pengemængden i samfundet. Dette er den grundlæggende antagelse i mange enkle makroøkonomiske modeller.

## Betragtes i dag som for forsimplet
Kreditmultiplikatormodellen er blevet anfægtet fra forskellig side, bl.a. fra Bank of England. Selve den ovenfor beskrevne ligning kan betragtes som en ukontroversiel identitet eller definitionsligning, men der er sat spørgsmålstegn ved, om seddel- og reservebrøkerne i praksis er stabile, og dermed, om modellen er relevant i praksis. Hvis seddel- og reservebrøkerne ændrer sig uforudsigeligt, kan centralbanken i praksis ikke kontrollere den samlede pengemængdes størrelse ved at ændre pengebasen. Samtidig anvender mange centralbanker i dag ikke reservekrav i forhold til forretningsbankerne og kontrollerer dermed ikke de samlede indeståender i bankerne. Det er således tilfældet i Danmark.
Danmarks Nationalbank har påpeget i en artikel i bankens kvartalstidsskrift i 2014, at kreditmultiplikatormodellen er for simpel, og at pengebasen i praksis ikke spiller nogen væsentlig rolle for, hvor stor hverken pengemængden eller bankernes udlån er.
Samtidig spiller pengemængden ikke nogen central rolle for pengepolitikken i de fleste centralbanker i dag, idet de typisk styrer direkte efter at kontrollere inflationen eller f.eks. som i Danmarks tilfælde at opretholde en fast valutakurs i forhold til bestemte andre lande. I sidste ende vil den førte pengepolitik dog stadig afgøre, hvor mange penge den private sektor efterspørger.